# Ascensión Martínez y Ramírez
Ascensión Martínez y Ramírez (Badajoz, Extremadura, 1858 - ?) fou una compositora espanyola del Romanticisme.
Va fer els estudis en el Conservatori de Madrid, i va aconseguir diversos premis tant en aquell establiment com en diversos certàmens públics.
Entre les seves obres principals, mereixen menció especial una simfonia en quatre temps, dues obertures i una Meditación religiosa per a orquestra; tres motets, dos pasdobles per a banda i diverses composicions per a cant pla.